# NGC 6016
NGC 6016 é uma galáxia espiral barrada (SBc) localizada na direcção da constelação de Corona Borealis. Possui uma declinação de +26° 58' 02" e uma ascensão recta de 15 horas, 55 minutos e 54,9 segundos.
A galáxia NGC 6016 foi descoberta em 28 de Junho de 1864 por Albert Marth.